# 咪咪見聞錄2
《咪咪見聞錄2》（英語：The Second Voyage of the Mimi）是一部共計12集的美國教育電視節目，《咪咪見聞錄》的續集。該節目於PBS播出，由班克街教育學院於1988年創作。
內容講述咪咪號（Mimi）的船員探索墨西哥南部的瑪雅遺址。一路上，他們了解古代文明，並試圖挫敗從古代遺址竊取文物的掠奪者的計劃。曾出演前作的本·阿弗萊克再度回歸演出。

## 外部連結
- 互联网电影数据库（IMDb）上《咪咪見聞錄2》的资料（英文）